# Brookesia peyrierasi
Brookesia peyrierasi är en ödleart som beskrevs av  Brygoo och DOMERGUE 1974. Brookesia peyrierasi ingår i släktet Brookesia och familjen kameleonter. IUCN kategoriserar arten globalt som sårbar. Inga underarter finns listade.